# آدام بارتون (بازیکن فوتبال)
آدام بارتون (انگلیسی: Adam Barton؛ زادهٔ ۷ ژانویهٔ ۱۹۹۱) بازیکن فوتبال اهل ایرلند شمالی است.
از باشگاه‌هایی که در آن بازی کرده‌است می‌توان به باشگاه فوتبال پورتسموث، باشگاه فوتبال پرستون نورث اند، باشگاه فوتبال کراولی تاون، باشگاه فوتبال کاونتری سیتی، و باشگاه فوتبال فلیتوود اشاره کرد.
وی همچنین در تیم‌های ملی فوتبال ایرلند شمالی و زیر ۲۱ سال جمهوری ایرلند بازی کرده‌است.